# Signal d'alerte
Signal d'alerte : Fictions courtes et dérangements (titre original : Trigger Warning: Short Fictions and Disturbances) est un recueil de nouvelles de fantasy et de science-fiction de l'écrivain britannique Neil Gaiman publié en 2015 puis traduit en français et paru aux éditions Au diable vauvert en 2018. Ce recueil a reçu le prix Locus du meilleur recueil de nouvelles 2016.

## Contenu
- Monter un siège, 2018 ((en) Making a Chair, 2011)
- Un labyrinthe lunaire, 2018 ((en) A Lunar Labyrinth, 2013)
- Le Problème avec Cassandra, 2018 ((en) The Thing About Cassandra, 2010)Prix Locus de la meilleure nouvelle courte 2011
- Au fond de la mer sans soleil, 2018 ((en) Down to a Sunless Sea, 2013)
- « La vérité est une caverne dans les montagnes noires... », 2018 ((en) "The Truth Is a Cave in the Black Mountains..", 2010)
- Ma dernière logeuse, 2018 ((en) My Last Landlady, 2010)
- Un récit d'aventure, 2018 ((en) Adventure Story, 2012)
- Orange, 2018 ((en) Orange, 2008)
- Un calendrier de contes, 2018 ((en) A Calendar of Tales, 2013)
- L'Affaire de la mort et du miel, 2018 ((en) The Case of Death and Honey, 2011)Prix Locus de la meilleure nouvelle courte 2012
- L'Homme qui a oublié Ray Bradbury, 2018 ((en) The Man Who Forgot Ray Bradbury, 2012)
- Jérusalem, 2018 ((en) Jerusalem, 2007)
- Clic-Clac, le sac qui claque, 2018 ((en) Click-Clack the Rattlebag, 2012)
- Une invocation d'incuriosité, 2018 ((en) An Invocation of Incuriosity, 2009)Prix Locus de la meilleure nouvelle courte 2010
- « Et pleurer, à l'instar d'Alexandre », 2018 ((en) "And Weep, Like Alexander", 2011)
- Nulle heure pile, 2018 ((en) Nothing O'Clock, 2013)
- Perles et Diamants : un conte de fée, 2018 ((en) Diamonds and Pearls: A Fairy Tale, 2009)
- Le Retour du mince duc blanc, 2018 ((en) The Return of the Thin White Duk, 2015)
- Terminaisons féminines, 2018 ((en) Feminine Endings, 2008)
- Un respect des convenances, 2018 ((en) Observing the Formalities, 2009)
- La Dormeuse et le Rouet, 2018 ((en) The Sleeper and the Spindle, 2013)Prix Locus de la meilleure nouvelle longue 2014
- Ouvrage de sorcière, 2018 ((en) Witch Work, 2012)
- En Relig Odhráin, 2018 ((en) In Relig Odhráin, 2011)
- Le Dogue noir, 2018 ((en) Black Dog, 2015), trad. Patrick MarcelPrix Locus de la meilleure nouvelle longue 2016

## Éditions
- Trigger Warning: Short Fictions and Disturbances, William Morrow, 3 février 2015, 352 p.  (ISBN 978-0-06-233026-0)
- Signal d'alerte : Fictions courtes et dérangements, Au diable vauvert, 11 octobre 2018, trad. Patrick Marcel, 450 p.  (ISBN 979-10-307-0229-3)
- Signal d'alerte : Fictions courtes et dérangements, J'ai lu, coll. « Science-fiction » no 12931, 1er avril 2020, trad. Patrick Marcel, 480 p.  (ISBN 978-2-290-13466-5)